# État-major de force no 3

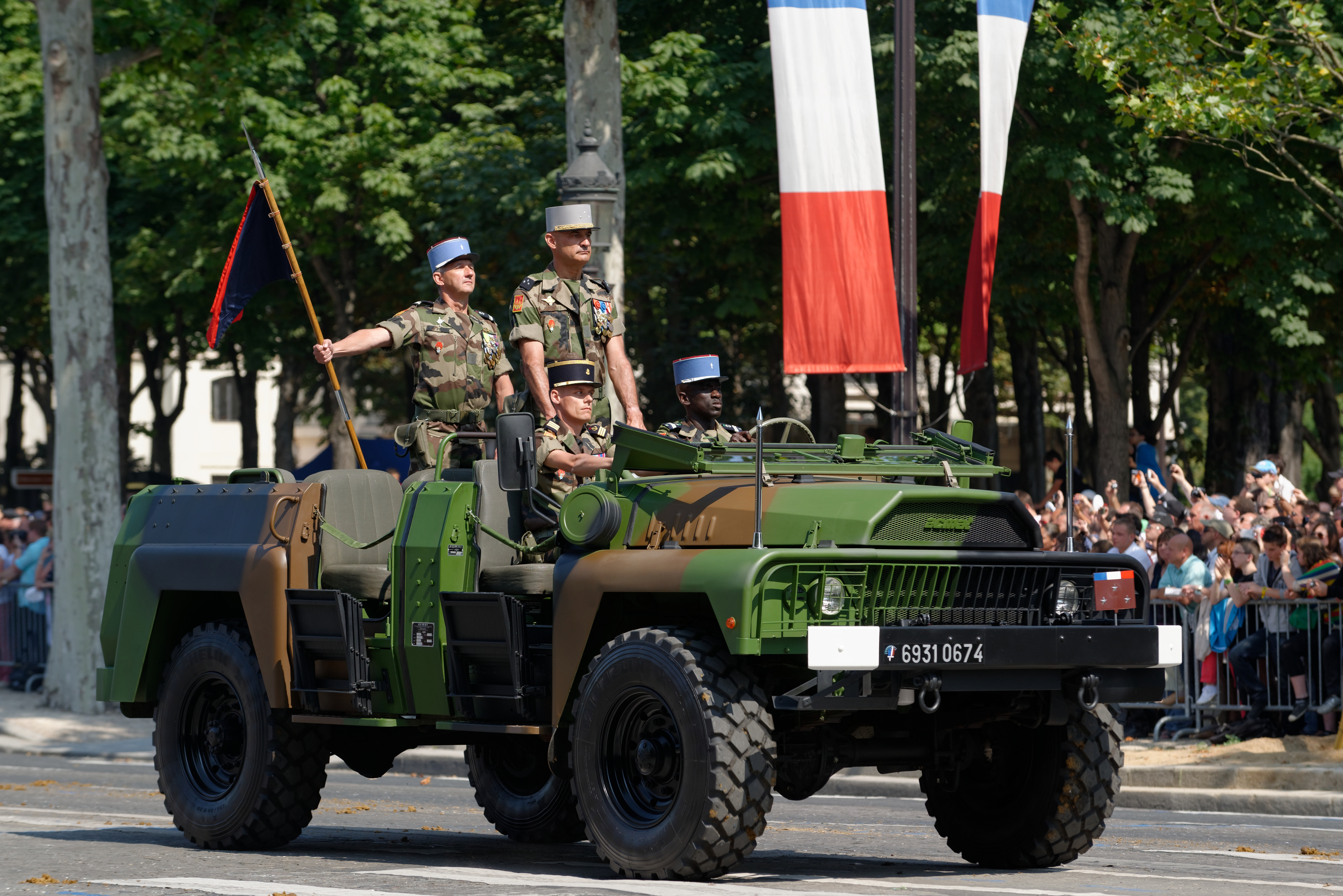
Le général de division Philippe Pontiès, commandant l'EMF 3, au défilé militaire du 14 juillet 2013.

L’état-major de force no 3 (EMF 3) était un état-major de force opérationnelle, de niveau 2 (division) de l'Armée de terre française. 
Créé le 1er juillet 1999 au quartier Audéoud à Marseille, son corps de soutien était le 72e bataillon d'infanterie de marine (72e BIMa) qui a été dissous au 1er août 2009 pour être remplacé par un escadron de quartier général (EQG). Transféré le 15 mars 2010 au quartier Rendu, toujours à Marseille, boulevard Schlœsing, il voit ses effectifs augmenter de façon significative à l'été 2010 puis à l'été 2011. Il passe ainsi en deux ans de 180 à 300 militaires et civils (105 officiers, 100 sous-officiers, 80 militaires du rang et 15 civils de la défense). Il disposait également d'une composante Réserve forte d'une cinquantaine d'officiers et d'une quinzaine de sous-officiers, régulièrement convoquée voire employée en opérations extérieures.
Sous les ordres d'un général de division, l'EMF 3 s'organisait autour d'un groupe de commandement (2 généraux adjoints, cabinet, chancellerie), et d'un état-major aux ordres d'un colonel chef d'état-major. L'état-major de force s'articulait autour d'une division Plans-Opérations (planification et conduite des opérations, emploi des moyens d'appuis), d'une division Environnement-Opérations (renseignement, opérations d'information, coopération civilo-militaire), d'une division Logistique (soutien des forces, acheminements, génération de force, contrats en opérations), d'une division Appui au commandement (systèmes d'information et de communication, soutien de quartier général), d'une division Coordination (sécurité, management de l'information, entraînement, retour d'expérience) et de l'escadron de quartier général (soutien du PC déployé et de son système d'information et de commandement SICF).
L'EMF 3 est dissous en 2016 dans le cadre du plan de restructuration de l'Armée de terre. La 3e division est recréée à partir de l'EMF 3.

## Commandants de l'EMF 3
- Général Marcel Valentin
- Général Michel Barro
- Général Jean-Claude Monnet
- Général Robert Meille
- Général Jean-Loup Moreau
- Général Christian Damay
- Général Philippe Stoltz (2007-2009)
- Général Martial de Braquilanges (2009-2012)
- Général Alabergère  (2012-2013)
- Général Philippe Pontiès (2013-2015)
- Général Thierry Corbet (2015-2017)
- Général Bruno Guibert (2017-2019)